# Arrade massalis
Arrade massalis là một loài bướm đêm trong họ Erebidae.